# OK-TVA
L'OK-TVA (in russo: Орбитальный корабль-Тепло-Вибро-Акустические испытания (OK-TBA), 'Navetta orbitale per le prove di calore-vibro-acustiche) è stato il principale modello di prova statico delle navette spaziali sovietiche classe Buran, realizzato nell'ambito del programma Buran.

## Storia
Il tester riproduce in scala 1:1 una navetta Buran e fu costruito tra il 1980 e il 1984 per consentire test acustici, termici e meccanici a terra, quindi privo di motori.
I test termici erano condotti in una speciale galleria (TPVK-1) dove 10.000 lampade al quarzo potevano variare la temperatura da -150 °C a +1500 °C, simulando le variazioni di temperatura cui la navetta andava incontro durante il suo percorso dalla Terra allo spazio vuoto. Le prove meccaniche avevano luogo in una sala di 423 m² e consistevano nel caricare il muso, le ali, lo stabilizzatore verticale e lo scudo termico. Il banco di prova poteva applicare una forza di 8000 kN orizzontalmente e 2000 kN verticalmente, e quindi caricare la struttura fino al 90% del suo limite di rottura. Le prove acustiche venivano condotte in una sala di 1500 m² dotata di 16 amplificatori che potevano generare un rumore di 166 dB a frequenze dai 50 ai 2000 Hz. I test acustici, in particolare, portarono gli ingegneri a ridisegnare la struttura della navetta, lo scudo termico e le guarnizioni per migliorare l'isolamento acustico.
Dal 1997 al 2014 il prototipo è stato esposto nel Gorkij Park a Mosca. Ridipinto come il Buran 1.01, inizialmente ospitò un ristorante, quindi venne allestito come sala di proiezione con speciali poltrone nella stiva di carico per riprodurre l'assenza di gravità, e infine ridotto a ricovero per biciclette.
Nel luglio 2014 l'OK-TVA è stato spostato presso il parco fieristico VDNCh, dove è stato completamente ristrutturato per ospitare una sala museale sul Programma Buran, inaugurata il 15 agosto.